# Neogriphoneura sordida
Neogriphoneura sordida is een vliegensoort uit de familie van de Lauxaniidae. De wetenschappelijke naam van de soort is voor het eerst geldig gepubliceerd in 1830 door Wiedemann.